# Малки жени (сериал)
Малки жени (на турски: Küçük Kadınlar) е турски драматичен сериал, излязъл на телевизионния екран през 2008 г.

## Излъчване
| Сезон | Епизоди | Начало на сезона | Край на сезона | Всички епизоди | ТВ сезон    | ТВ Канал        |
| ----- | ------- | ---------------- | -------------- | -------------- | ----------- | --------------- |
| 1     | 52      | 10 юни 2008      | 23 юни 2009    | 1 – 52         | 2008 – 2009 | Kanal D         |
| 2     | 40      | 1 септември 2009 | 26 юни 2010    | 53 – 92        | 2009 – 2010 | Kanal D/Star TV |
| 3     | 28      | 28 август 2010   | 13 март 2011   | 93 – 120       | 2010 – 2011 | Star TV         |

## Актьорски състав
- Йозге Борак – Ейлюл Девирен
- Ханде Сорал – Армаан(Арми) Гезиджи
- Фулия Зенгинер – Йелиз Гезиджи
- Елит Ишджан – Билге Гезиджи
- Селин Ългар – Джансу Гезиджи
- Къванч Касабалъ – Озан
- Али Ил – Али Сезек
- Бирсен Дюрюлю – Бааде Йенидже
- Ахмет Тансу Ташанлар – Джейхун
- Екин Тюркмен – Елиф Гезиджи
- Ахмет Левендоглу – Хулюси Девирен
- Бурак Саяшар – Утку Девирен
- Кеворк Тюркер - Сами
- Симге Селчук – Тезер Девирен
- Хюля Шен – Шефкие
- Джевдет Аръджълар – Хулки
- Дуйгу Кесер – Зейджан
- Мюнире Апайдън - Гайе

## В България
В България сериалът започва излъчване на 8 март 2010 г. по Нова телевизия и завършва на 25 април 2013 г. Повторенията са по Диема Фемили. Дублажът е на Арс Диджитал Студио. Ролите се озвучават от Ася Братанова, Мариана Жикич, Светломир Радев, Калин Сърменов и Гергана Стоянова.